# Saint-Aignan-des-Noyers
Saint-Aignan-des-Noyers är en kommun i departementet Cher i regionen Centre-Val de Loire i de centrala delarna av Frankrike. Kommunen ligger  i kantonen Sancoins som tillhör arrondissementet Saint-Amand-Montrond. År 2022 hade Saint-Aignan-des-Noyers 74 invånare.

## Befolkningsutveckling
Antalet invånare i kommunen Saint-Aignan-des-Noyers
Referens:INSEE